# Dům U Kočků
Dům U Kočků, nazývaný také U Zlatého kříže, Červený dům nebo i Mansfeldský palác, je původně středověký městský dům palácového typu, přestavěný nejprve renesančně a později barokně. Nachází se v Praze 1 na Starém Městě na nároží ulic Jalovcová, Jilská a Karlova. Řadový třípatrový čtyřkřídlý dům čp. 147 s malým obdélným dvorem je od roku 1964 chráněn jako kulturní památka. Patří k nejstarším a nejcennějším objektům na Starém Městě, s dochovaným torzem románského domu, některými hodnotnými klenbami a reliéfní výzdobou.

## Popis a historie
Dům je poprvé zmiňován již ve 14. století, ale podle dochovaných románských fragmentů ve sklepích je mnohem starší. Až do výše druhého patra také místy dosahuje gotické zdivo. Výrazná renesanční přestavba na konci 16. století pozměnila dispozici domu: v hlavní budově vzniklo dvouramenné schodiště a na dvorních křídlech arkádové loggie. V té době byl označován jako dům U zlatých křížů.
Při další, tentokrát barokní úpravě byly arkády v prvním patře zazděny a byly ozdobeny štukami. Z té doby je i výrazný domovní portál. Tato přestavba je datována do roku 1736, jako stavebník je uváděn kníže Mannsfeld a jako stavitel Bartolomeo Scotti. Koncem 18. století tu měl obchod se suknem malíř Jan Quirin Jahn. V roce 1799 se tu údajně vystřídalo několik významných hostů: princ Ferdinand Würtenberský, princ Ludvík Jindřich de Bourbon-Condé a ruský kníže Petr Bagration.

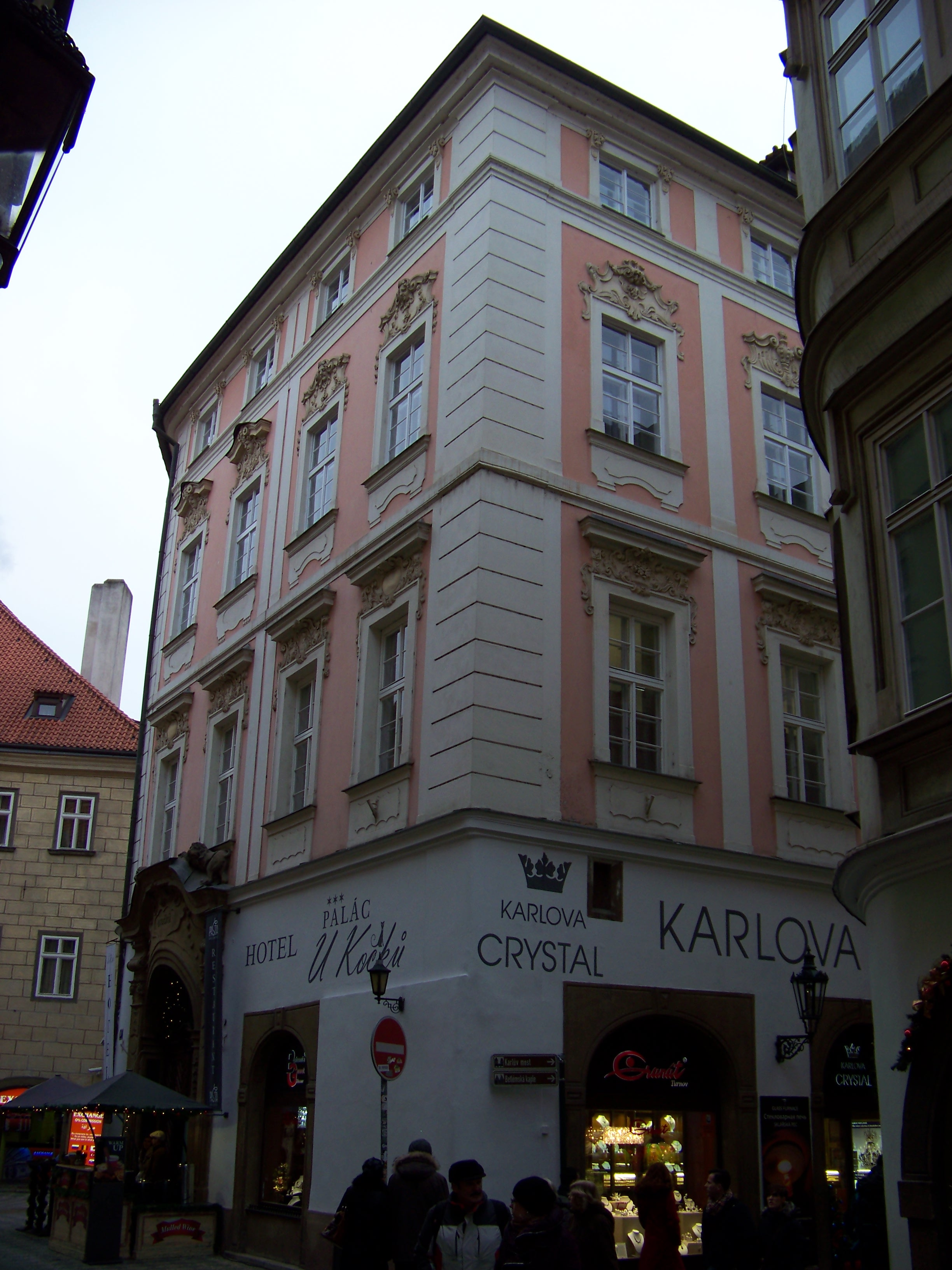
Nároží Jilské a Karlovy ulice

Nynější podoba je výsledkem úprav z počátku 19. století, kdy byla hlavní budova zvýšena o třetí patro a byla upravena uliční fasáda; hlavní východní průčelí je šestiosé, severní boční fasáda (do Karlovy ulice) má deset os. Základní plocha je červená, proto někdy i název Červený dům.
Dvorní fasády mají prosklené arkády, v patrech kolem dvora jsou pavlače s reliéfní výzdobou. Jižní dvorní křídlo je patrové. Do domu se vstupuje mohutným portálem s dvojkřídlými vraty.
Název U Kočků je poměrně mladého data: v roce 1927 koupili dům manželé Kočkovi, kteří ho nechali v letech 1927–1930 rekonstruovat a na průčelí byl přidán nový název. V roce 1953 byl dům zkonfiskován, ale v rámci restitucí byl roku 1992 vydán potomkům rodiny a následně upraven na hotel.